# St Paul's Walden Bury

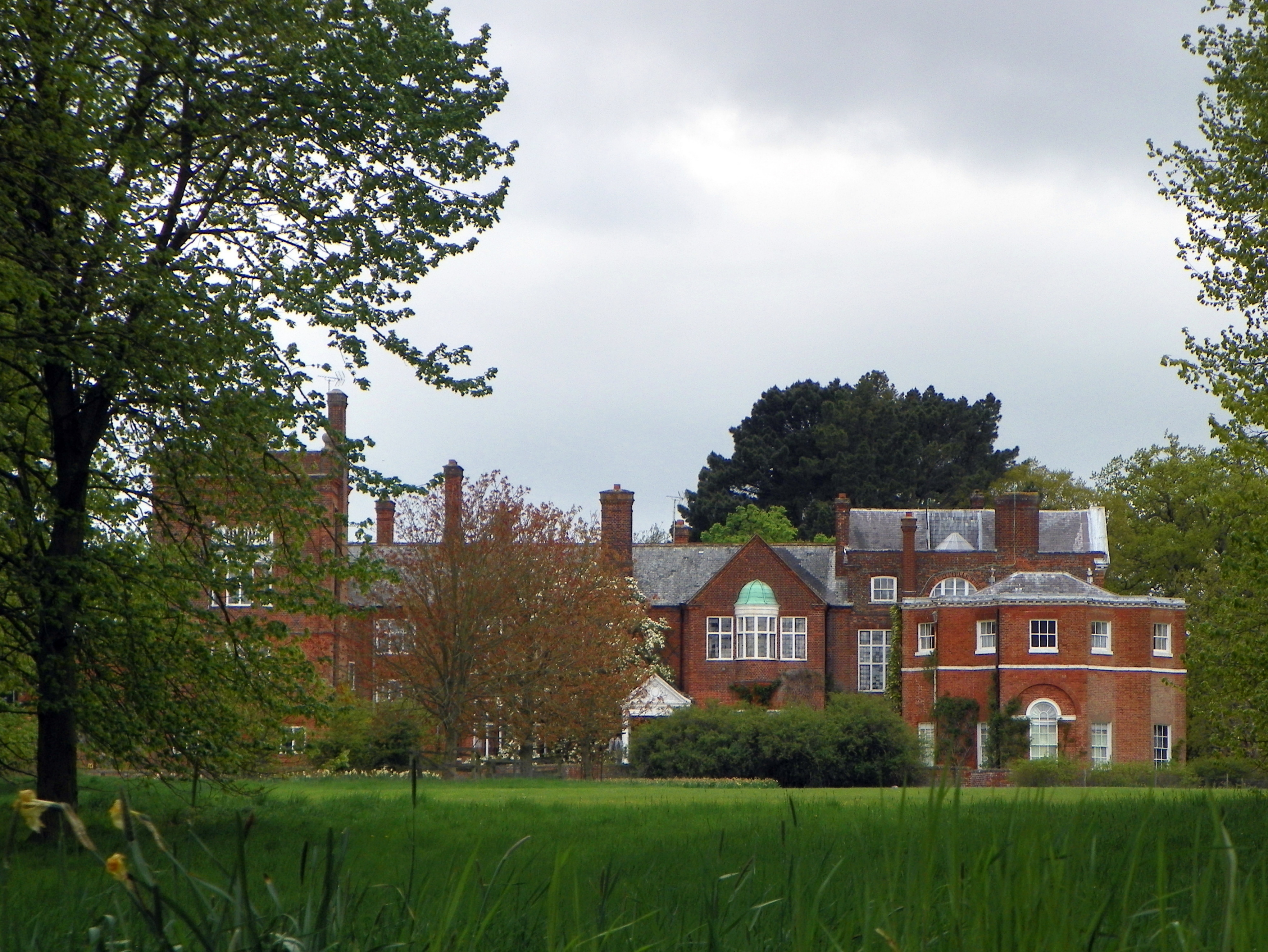
St Paul's Walden Bury

St. Paul’s Walden Bury é uma casa de campo inglesa e jardins circundantes na vila de St. Paul’s Walden em Hertfordshire. A residência é listada como Grau II e os jardins como Grau I. É uma das casas da família Bowes-Lyon, sendo o possível local de nascimento da Rainha Isabel, a Rainha Mãe.
A casa, de tijolos vermelhos com revestimentos de pedra e telhados de ardósia, foi construída por volta de 1730 para Edward Gilbert. Sua filha Mary se casou com George Bowes de Gibside, Durham, e a propriedade está em posse da família Bowes-Lyon desde então. James Paine fez alterações na casa na década de 1770, que também foi ampliada para os fundos no final do século XIX.
O jardim selvagem é um raro sobrevivente, tendo sido projetado na década de 1730 no antigo estilo formal, quando este estava se tornando um tanto quanto fora de moda. 

## Jardins
O design dos jardins de St Paul's Walden Bury é em grande parte contemporâneo da casa, com áreas de jardim florestal adicionais dos séculos XIX e XX. O paisagista Geoffrey Jellicoe restaurou a obra do século XVIII. Existem três alamedas gramadas retas irradiando em formação patte d'oie (em português: pé de ganso) no jardim frontal da residência. Na década de 1950, um templo circular projetado por James Wyatt foi resgatado e trazido de Copped Hall, Essex, quando a casa pegou fogo. Há uma série de outras construções de jardim e estátuas, algumas do século XVIII, e uma horta murada da mesma época, quase quadrada e dividida em duas partes por uma parede.
Em 1987, os jardins foram listados como Grau I no Registro de Parques e Jardins Históricos de Interesse Histórico Especial na Inglaterra.